# Ogata Koreyoshi

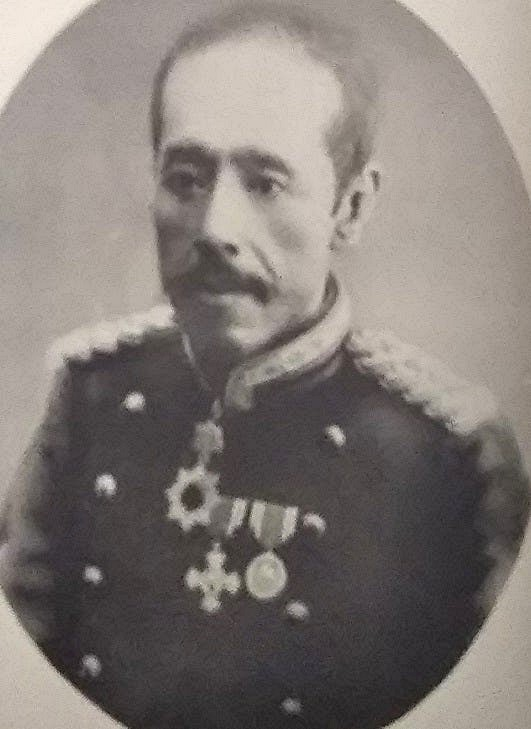
Ogata Koreyoshi

Ogata Koreyoshi (japanisch 緒方 惟準; geboren 25. August 1843 in Ōsaka; gestorben 20. Juli 1909) war ein japanischer Mediziner.

## Leben und Wirken
Ogata Koreyoshi war der zweite Sohn des Mediziners Ogata Kōan. Da sein älterer Bruder jung starb, erhielt Koreyoshi das Familienerbe. Als er 12 Jahre alt war, ordnete sein Vater an, dass er mit seinem jüngeren Bruder Heizō (平三, später 惟孝 Koretaka, 1845–1905) Unterricht bei Watanabe Usaburō (渡辺 卯三郎; 1831–1881) aus Daishōji hauptsächlich in klassischem Chinesisch (漢学, Kangaku), aber auch in den „Holländischen (westlichen) Wissenschaften“ (蘭学, Rangaku) bekam. Koreyoshi hatte jedoch den starken Wunsch, sich auf niederländische Studien zu konzentrieren. Er ging nach Ōno in der Provinz Echigo und studierte unter Itō Shinzō (伊藤 慎蔵; 1828–1880), dem ehemaligen Leiter der Ausbildungsstätte Tekijuku (適塾), an dessen Schule Yōgakukan (洋学館). Sein Vater war damit gar nicht einverstanden. Danach studierte Ogata unter den Niederländern Johan Pompe van Meerdervoort (1829–1908), Anthonius Franciscus Bauduin (1820–1885) und Koenraad W. Gratama (1831–1888) in Nagasaki. Nach dem Tode seines Vaters wurde er Lehrer an einer medizinischen Ausbildungsstätte in Edo und Arzt des Bakufu. 1866 reiste er in die Niederlande und bildete sich an der Universität Utrecht weiter, kehrte aber nach Japan zurück, als das Shōgunat zusammenbrach.
1868 wurde Ogata an den kaiserlichen Hof gerufen und leitender Arzt des Arzneimittelamtes Tenyakuryō (典薬寮) und Leiter des Gemba-Shōjō (玄蕃少允). Als die Ausbildungsstätte für Medizin (医学所, Igakusho) wiedereröffnet wurde, wurde er deren Leiter. Anschließend wurde er Leiter des Ōsaka kebyōin (大阪仮病院, etwa „Vorläufiges Krankenhaus Ōsaka“) und übernahm die Medizinische Hochschule Ōsaka (大阪医学校, Ōsaka Igakkō), wo er den von ihm verehrten Bauduin begrüßen konnte. 1873 wurde die Ōsaka Igakkō aufgrund von Reformen des Bildungssystems geschlossen, Ogata wurde Armeearzt. Nachdem er als Direktor des Chindai-Krankenhauses in Ōsaka (大阪鎮台病院, Ōsaka Chindai Byōin), als Direktor der militärmedizinischen Schule (軍医学校, Gun’i Gakkō) und als stellvertretender Direktor des militärmedizinischen Hauptquartiers (軍医本部, Gun’i Honbu) gedient hatte, ging er 1887 in den Ruhestand.
Danach kooperierte die Familie Ogata bei der Gründung des Ogata-Krankenhauses (緒方病院, Ogata byōin) in Ōsaka, das Koreyoshi dann als Direktor leitete. Mit Takahashi Masazumi (高橋 正純; 1835–1891) und anderen gründete er das Krankenhaus Ōsaka Jikei Byōin (大阪慈恵病院), die Vorgängereinrichtung des Ōsaka-shiritsu Kōsaiin-fuzoku Byōin (大阪市立弘済院付属病院), und engagierte sich für die Sozialfürsorge.
Sein dritter Sohn Ogata Tomosaburō (1883–1973) wurde Pathologe.